# Constantin Dapontès
Constantin Dapontès (en grec moderne : Κωνσταντίνος Δαπόντες) est un écrivain et chroniqueur grec, né en 1714 à Skópelos et mort en 1784 en Aktè.
Devenu moine sous le nom de Kesarios (Καισάριος), il écrit de nombreuses œuvres.

## Biographie
Constantin Dapontes est né sur l'île de Skópelos, en mer Égée. Fils de Stephanos Dapontès et de Magdalene, il avait onze frères et sœurs. Son père est issu d'une riche famille d'ascendance italienne (Da Ponte) et a été consul d'Angleterre dans les îles Sporades qui dépendaient de l'empire ottoman. 

## Œuvres (sélection)
- Η θυσία του Ιεφθάε και Ιστορία Σωσάννης (Le sacrifice de Jephté et l'histoire de Suzanne), 1766 ; réédition avec notes par Georgios Savvídīs, Athènes, Istós, 1993, 196 p.  (ISBN 960-7392-00-0).
- Ἐξήγησις τῆς θείας λειτουργίας (Explication de la liturgie divine), Vienne, 1795[1].